# Tim Dekker
Tim Dekker (ur. 29 września 1993) – holenderski lekkoatleta specjalizujący się w wielobojach. 
Podczas mistrzostw świata juniorów w Barcelonie (2012) zdobył brązowy medal w juniorskim dziesięcioboju.
Stawał na podium juniorskich mistrzostw Holandii.

## Osiągnięcia
| Rok  | Impreza                     | Miejsce   | Konkurencja   | Pozycja    | Wynik     |
| ---- | --------------------------- | --------- | ------------- | ---------- | --------- |
| 2012 | Mistrzostwa świata juniorów | Barcelona | dziesięciobój | 3. miejsce | 7815 pkt. |